# 星願
《星願》是1999年上映的一齣香港淒美純愛電影，由馬楚成執導，張栢芝和任賢齊首次擔綱主演電影男女主角。電影中有張栢芝演唱的插曲〈星語心願〉。本片入圍第19屆香港電影金像獎多項獎項，最終榮獲最佳新演員、最佳原創電影音樂及最佳原創電影歌曲。電影版權於2003年被日本東寶電影買下翻拍，改編為竹內結子主演的《星願》。

## 劇情簡介
男主角洋葱头是一個自小失明的啞巴。他在一間醫院任職盲人凸字和錄音技師，並認識了在同一間醫院工作的護士秋男。洋葱头相約秋男找一天約會，並獲得她的應約，正當他十分開心之際，卻遇上交通意外身亡。洋葱头之死令秋男意識到，她真的很愛洋葱头。
洋蔥頭死後來到了北極星，天使判官告訴洋蔥頭他是第600億個死後來到北極星的人，而每100億個人可以許下任何一個願望，天使能讓這人願望實現。於是，洋蔥頭許了一個願望，希望能夠回到地球，跟他心愛的秋男見面。天使判官答應以數天後的流星雨為限，給了他五天時間，以一個普通人的身分重回人世完成他愛的心願，時限到了就必須回到北極星。天使判官還規定他不許泄露自己的身份，即使想講，天使也會讓他講不出來。
洋蔥頭返回地球後，嘗試與寂寞的秋男對話。他嘗試在不違反規則的條件下，向秋男告知其真正身份，並查證出一名醫生正向她示愛。他用了數天時間和她在一起，更嘗試向她表白，但最後放棄了。
這個星期的最後一天，秋男終於知道了他就是洋蔥頭。但那時候，距離洋蔥頭返回北極星的時間只剩不到半個小時……

## 人物角色
| 角色     | 演員   | 介紹                                                                                   |
| -------- | ------ | -------------------------------------------------------------------------------------- |
| 洋蔥頭   | 任賢齊 | 本名杨希聪，性格樂觀的失明哑巴，平常一边在医院工作一边接受治疗，暗恋著秋男却不敢表白。 |
| 虞秋男   | 張柏芝 | 坚强而柔情的护士，与洋葱头之间有特殊的感情，在其死后才明白自己的心意。                 |
| 珍寶珠   | 曾志偉 | 洋葱头的老朋友，在医院經營著一間副食商店。                                             |
| 天堂使者 | 葛民輝 | 天使，答应给已經離世的洋葱头五天时间重回人世。                                         |
| Dr.Woo   | 蘇永康 | 醫院裡的眼科醫生，單戀秋男。                                                           |
| 秋男姐   | 鄧萃雯 | 虞秋男的姐姐。                                                                         |
| 電台DJ   | 林珊珊 |                                                                                        |
| Joe Chan | 陳逸寧 |                                                                                        |

## 製作

### 選角
男主角洋蔥頭原本的出演人選為金城武，因為導演馬楚成想找「帥一點的」，但金城武當時要拍一部日本電視劇而撞期。對於第二人選，導演起初反對經紀人所推薦的任賢齊，但後來到台灣與任吃飯時，被他誠實開朗的性格所吸引，於是敲定了他的出演。導演認為小齊飾演的洋蔥頭，必须是人格魅力而不是外形魅力，故將劇本重新調整了四遍，而《星願》就這樣成為了任贤齐由歌手转型演员的首部男一号電影。

### 取景
電影中，洋蔥頭和秋男相遇相愛的醫院取景於香港薄扶林道139號的新哥德式教堂伯大尼修院。伯大尼修院是法國天主教會「巴黎外方傳教會」在遠東地區建成的第一所傳教士療養院，擁有上百年歷史，為香港法定古蹟並曾獲聯合國教科文組織亞太區文物古蹟保護奬的榮譽獎。導演馬楚成為了拍攝出浪漫的氣氛，希望在香港找到一幢歐陸式建築物作為故事背景，當時他花費了很多時間尋找電影取景地，甚至曾想移師澳門拍攝。後來在電影統籌部的推介下選定了伯大尼修道院作為主要拍攝場地。最終《星願》的大部分場景都在伯大尼修院拍攝，包括電影末段男女主角觀看流星雨的經典戲份都是在修院天台取景。

## 電影歌曲

### 主題曲
| 歌名     | 演唱者 | 作曲   | 填詞   | 編曲     |
| 〈燭光〉 | 任賢齊 | 潘協慶 | 丁曉雯 | Mac Chew |

### 插曲
| 歌名                       | 演唱者 | 作曲   | 填詞   | 編曲     |
| 〈星語心願〉               | 張栢芝 | 金培達 | 高雪嵐 | 金培達   |
| 〈給你幸福〉               | 任賢齊 | 潘協慶 | 潘協慶 | Mac Chew |
| 〈我不是一個愛過就算的人〉 | 蘇永康 | 葉良俊 | 吳慶康 | 黃尚偉   |

## 獎項
| 年份 | 頒獎典禮              | 獎項             | 獲提名                                              | 結果 |
| ---- | --------------------- | ---------------- | --------------------------------------------------- | ---- |
| 1999 | 第36屆金馬獎          | 最佳劇情片       |                                                     | 提名 |
| 2000 | 第19屆香港電影金像獎  | 最佳電影         |                                                     | 提名 |
| 2000 | 第19屆香港電影金像獎  | 最佳女主角       | 張栢芝                                              | 提名 |
| 2000 | 第19屆香港電影金像獎  | 最佳新演員       | 任賢齊                                              | 提名 |
| 2000 | 第19屆香港電影金像獎  | 最佳新演員       | 張栢芝                                              | 獲獎 |
| 2000 | 第19屆香港電影金像獎  | 最佳攝影         | 馬楚成、陳國雄                                      | 提名 |
| 2000 | 第19屆香港電影金像獎  | 最佳原創電影音樂 | 金培達                                              | 獲獎 |
| 2000 | 第19屆香港電影金像獎  | 最佳原創電影歌曲 | 〈星語心願〉 主唱：張栢芝 作曲：金培達 填詞：高雪嵐 | 獲獎 |
| 2000 | 第19屆香港電影金像獎  | 最佳原創電影歌曲 | 〈燭光〉 主唱：任賢齊 作曲：潘協慶 填詞：潘協慶     | 提名 |
| 2000 | 第5屆香港電影金紫荊獎 | 最佳女主角       | 張栢芝                                              | 提名 |
| 2000 | 第5屆香港電影金紫荊獎 | 十大華語片       |                                                     | 獲獎 |
| 2000 | 金太陽電影大賞        | 最佳女演員       | 張栢芝                                              | 獲獎 |

## 電影分級
| 國家/地區 | 分級          |
| 香港      | IIA（保護級） |
| 新加坡    | PG（保護級）  |
|           | 12+           |

## 外部連結
- 香港影庫上《星願》的資料（繁體中文）
- 開眼電影網上《星願》的資料（繁體中文）
- 时光网上《星願》的資料（简体中文）
- 豆瓣电影上《星願》的資料 （简体中文）
- 互联网电影数据库（IMDb）上《星願》的资料（英文）
- 爛番茄上《星願》的資料（英文）
- AllMovie上《星願》的资料（英文）